# Biblioteca civica (Verona)

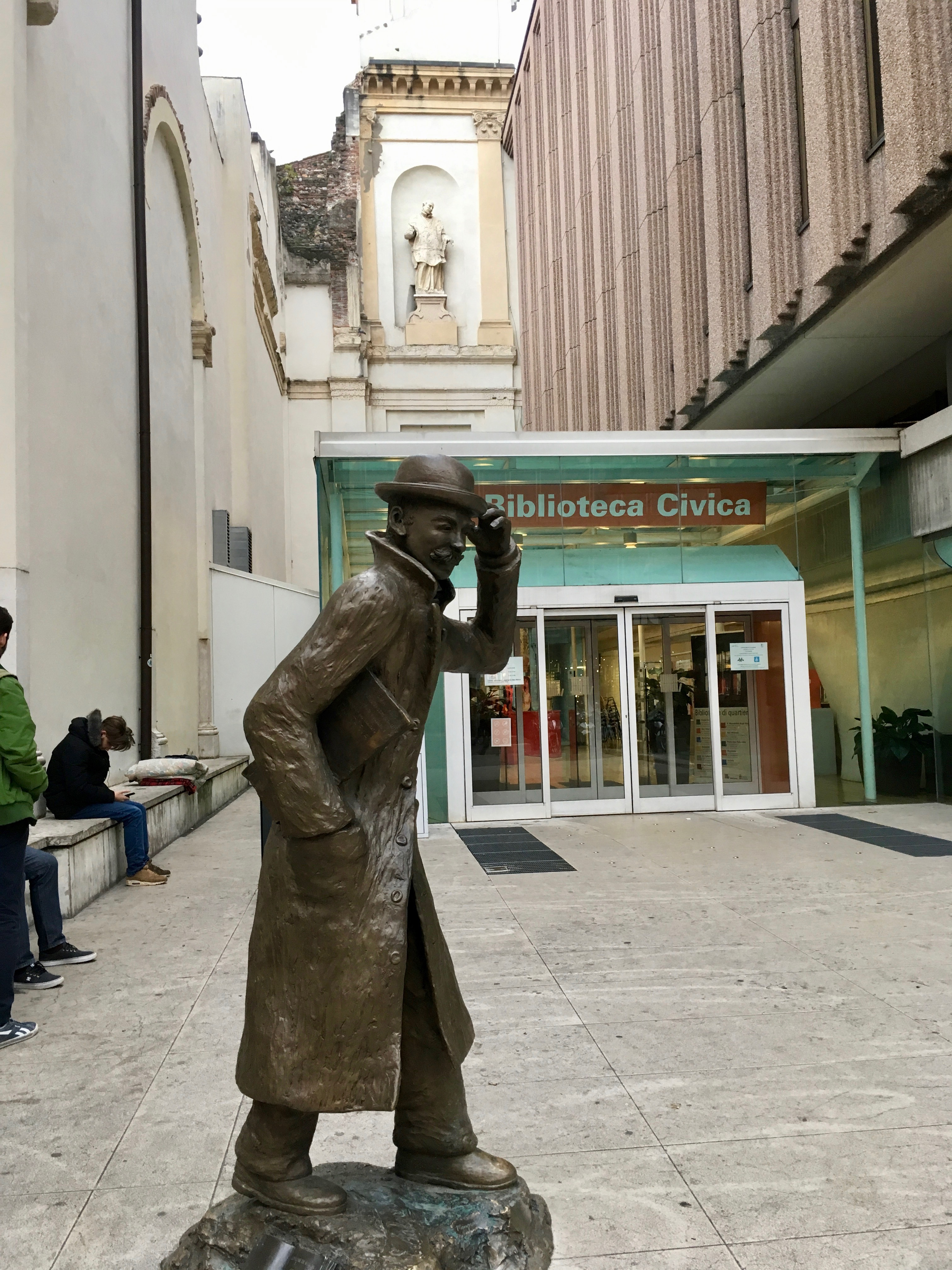
Biblioteca civica in Verona. Klokkentoren van San Sebastiano

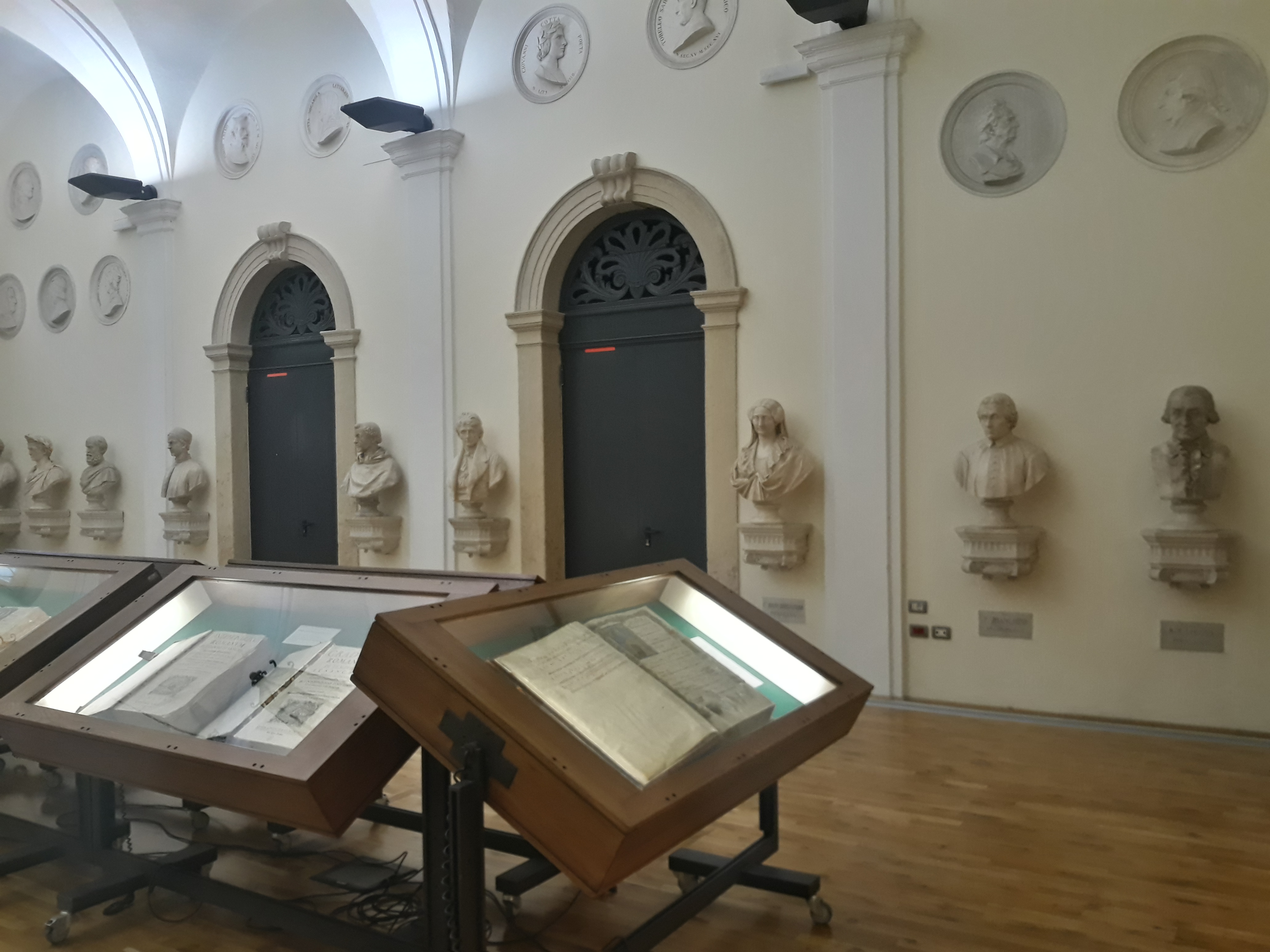
Protomotèca met bekende Veronezen

De Biblioteca civica of Biblioteca comunale is de stedelijke bibliotheek van Verona, in de Noord-Italiaanse regio Veneto. De bibliotheek bevindt zich aan de Via Cappello in het oude stadscentrum. 

## Historiek
Tijdens het Oostenrijks Bewind in Veneto werd de stedelijke bibliotheek opgericht, circa 1802. Hiertoe werd het afgeschafte jezuïetenklooster San Sebastiano in gebruik genomen. Tijdens het Franse bewind in het koninkrijk Italië werd de kerk ontheiligd. Bij de Restauratie (1815) van het koninkrijk Lombardije-Venetië gaven de Oostenrijkers de kerk terug terug aan de jezuïeten. Dit viel terug in handen van de stad Verona bij de aanhechting aan het eengemaakte koninkrijk Italië (1866). De stedelijke bibliotheek had intussen naast boeken ook een verzameling aangelegd van manuscripten, akten en kaarten uit private collecties, onder meer afkomstig van kloosterbibliotheken.
Tijdens een Geallieerd bombardement in de Tweede Wereldoorlog werd wat er nog restte van de San Sebastiano vernietigd (1945); alleen de klokkentoren bleef staan. 
De stad Verona wenste een nieuwe bibliotheek te bouwen en schonk de opdracht aan Pier Luigi Nervi. In 1980 werd het gebouw ingehuldigd. Dit was na het overlijden van architect Nervi. 
In het gebouw staat een protomotèca of collectie van busten en medaillons. Het gaat om bekende personen uit de geschiedenis van Verona zoals bijvoorbeeld de heilige Zeno, Aemilius Macer, Catullus, Giovanni Giocondo, Gian Matteo Giberti, Paolo Veronese, Caterina Bon Brenzoni en Giuseppe Torelli (wiskundige).